# Zophodetus woodruffi
Zophodetus woodruffi är en stekelart som beskrevs av Grissell 1980. Zophodetus woodruffi ingår i släktet Zophodetus och familjen gallglanssteklar.
Artens utbredningsområde är Dominikanska republiken. Inga underarter finns listade i Catalogue of Life.